# (937) Bethgea
(937) Bethgea — planetoida z grupy pasa głównego asteroid.

## Odkrycie
Została odkryta 12 września 1920 roku w Landessternwarte Heidelberg-Königstuhl w Heidelbergu przez Karla Reinmutha. Nazwa  pochodzi od niemieckiego poety Hansa Bethgego (1876–1946). Przed jej nadaniem planetoida nosiła oznaczenie tymczasowe (937) 1920 HO.

## Orbita
(937) Bethgea okrąża Słońce w ciągu 3 lat i 123 dni w średniej odległości 2,23 au. Planetoida należy do rodziny planetoidy Flora nazywanej też czasem rodziną Ariadne.